# 林業コンサルタント
1. 森林コンサルタント
2. 林業経営コンサルタント
3. 林業に関連した技術コンサルタント。本項で取り上げる。

林業コンサルタント（りんぎょうコンサルタント）とは、林業に関連した技術コンサルティングを行うコンサルタント。

## 概要
治山・森林環境に関した技術支援・林道整備事業技術支援、林業技術に関する指導、研究、研修などや、地区水源流域保全調査、地形地質・荒廃森林等調査、荒廃森林整備計画策定、海岸保全林計画、地区落石防護柵詳細設計業務、落石防止柵詳細設計、治山工事実施設計、保安施設地区転換保安林調査、山地災害危険地区判定調査等業務、木製ダム工構造物調査業務、地すべりと防止対策、治山事業用木材の耐用年数評価といった都道府県や市町村、森林組合らが行う森林保全等に係る森林土木事業関連の調査、測量、設計、施工管理を受託し遂行する。
造林事業管理や森林認証の取得と持続する森林経営や、森林ふれあい体験及び森林環境教育事業に関わる業務にも取り組む。森林の経営管理支援では、GPS測量等を導入し森林管理から伐採技術支援、施業計画策定などを行う技術支援から、造林補助金や境界紛争、立木山林の評価売却に関する、さらに林地開発行為の許可支援、利害関係者の同意調整といった類の業務も取り扱っている。
コンサルタントの例では長野県林業コンサルタント協会、社団法人秋田県林業コンサルタント、社団法人青森県林業コンサルタントなどがあり、林業コンサルタント技術研究所、中野緑化工技術研究所、財団法人林業土木施設研究所などの研究組織や、林業に関する機械関連（修理、林業機械技術指導、林業索道架設など）コンサルタントもある。
関連団体として林業コンサルタント協会、財団法人国土緑化推進機構、社団法人全国林業改良普及協会、またおもに林野庁やJICA林開部の業務を受託する社団法人海外林業コンサルタント協会、などがある。